# 진천 노원리 왜가리 번식지
진천 노원리 왜가리 번식지(鎭川 老院里 왜가리 繁殖地)는 충청북도 진천군 이월면 노원리에 있다. 1962년 12월 7일 대한민국의 천연기념물 제13호 '진천의 왜가리 번식지'로 지정되었다가, 2008년 현재의 명칭으로 변경되었다.

## 개요
왜가리는 우리나라의 백로과 새들 중에서 제일 큰 새로 우리나라 전지역에 걸쳐 번식하는 여름새이며, 일부는 남쪽 지방과 섬 지방에서 겨울을 나는 텃새이다. 논·하천·간석지에서 살며 개구리, 물고기, 뱀 등을 잡아 먹는다.
진천의 왜가리 번식지는 1970년까지 노원리 보호 지역내에서 자라고 있는 은행나무를 중심으로 수백 마리의 백로류 및 왜가리가 번식하여 왔다. 그러나 현재는 이 은행나무가 새들의 배설물에 의해 말라 죽어가고 있으며, 5∼6개 둥지의 중대백로만 남아 있고, 왜가리와 백로들은 주변 숲으로 옮겨 살고 있다.
진천의 왜가리 번식지는 수질 오염으로 인해 왜가리의 먹이가 되는 개구리, 미꾸라지 등이 줄어 수가 감소되었으나, 우리나라 왜가리 번식지를 대표하는 지역이므로 천연기념물로 지정하여 보호하고 있다.

## 같이 보기
- 왜가리

## 참고 자료
- 진천 노원리 왜가리 번식지 - 국가유산청 국가유산포털